# Austronomus
Austronomus – rodzaj ssaków z podrodziny molosów (Molossinae) w obrębie rodziny molosowatych (Molossidae).

## Rozmieszczenie geograficzne
Rodzaj obejmuje gatunki występujące w Australii i na Nowej Gwinei.

## Morfologia
Długość ciała (bez ogona) 71–100 mm, długość ogona 41–55 mm, długość przedramienia 54–65 mm; masa ciała 23–48 g.

## Systematyka
Rodzaj zdefiniował w 1941 roku australijski zoolog Ellis Le Geyt Troughton w publikacji swojego autorstwa zatytułowanej Zwierzęta futrzane z Australii. Gatunkiem typowym jest (oryginalne oznaczenie) molosek białopręgi (A. australis).

### Etymologia
Austronomus: łac. australis ‘południowy’, od auster, austri ‘południe’; gr. νομος nomos ‘mieszkanie, siedziba’.

### Podział systematyczny
Takson wskrzeszony z rodzaju Tadarida. Do rodzaju należą następujące gatunki:
| Grafika | Gatunek                 | Autor i rok opisu       | Nazwa zwyczajowa   | Podgatunki         | Rozmieszczenie geograficzne                                                                                      | Podstawowe wymiary                                     | Status IUCN |
| ------- | ----------------------- | ----------------------- | ------------------ | ------------------ | --- | ------------------------------------------------------ | ----------- |
|         | Austronomus kuboriensis | (McKean & Calaby, 1968) | molosek papuaski   | gatunek monotypowy | Indonezja i Papua-Nowa Gwinea: Góry Centralne w Nowej Gwinei; zakres wysokości: 1900–3100 m n.p.m.               | DC: 7,1–8,4 cm DO: 4,1–4,8 cm DP: 5,4–6 cm MC: 23–26 g | LC          |
|         | Austronomus australis   | (J.E. Gray, 1839)       | molosek białopręgi | gatunek monotypowy | endemit Australii: za wyjątkiem dalekiej tropikalnej północy i wyspy Tasmania; zakres wysokości: 0–1400 m n.p.m. | DC: 8,5–10 cm DO: 4–5,5 cm DP: 5,7–6,5 cm MC: 26–48 g  | LC          |

Kategorie IUCN:  LC  – gatunek najmniejszej troski.